# José Maria da Silva Paranhos Júnior
José Maria da Silva Paranhos Júnior (Rio de Janeiro, 20 avril 1845 — ibidem, 10 février 1912), baron de Rio Branco (en portugais Barão do Rio Branco) est un avocat, historien, diplomate et homme politique brésilien, qui fut ministre des Affaires étrangères entre 1902 et 1912.

## Biographie
Il négocia des litiges frontaliers entre le Brésil et quelques-uns de ses voisins, et il consolida les frontières du Brésil moderne. Il est considéré comme l'un des Brésiliens les plus illustres, et son habileté diplomatique et son travail ont été essentiels aussi bien pour gagner les arbitrages qui ont opposé le Brésil à l'Argentine et à la France, que dans l'incorporation au Brésil d'un nouveau territoire pris à la Bolivie, l'Acre.
Il a été nommé baron peu avant la fin de la période impériale. Mort le 10 février 1912, pendant le carnaval de Rio, il est enterré au cimetière de Caju (en), au nord de la ville.
La capitale de l'État de l'Acre (Rio Branco) et l'Académie diplomatique du Brésil (Institut Rio Branco) portent son nom. En 1912, l'Avenida Central de Rio de Janeiro a été renommée Avenida Rio Branco.
C'est en son honneur qu'a été instaurée la première minute de silence de l'histoire, par le sénat portugais. Elle dura dix minutes, le 12 février 1912.

## Vie privée
Il est le père de cinq enfants : Raul (1873), Marie-Clothilde (1875), Paulo (1876), Amélie (1878), et Hortencia (1885).

## Citations
« Le territoire c'est la puissance »[Où ?] [Quand ?].